# Villamiel
Villamiel ist eine Gemeinde (municipio) mit 379 Einwohnern (Stand: 2024) im äußersten Nordwesten der Provinz Cáceres in der Autonomen Region Extremadura im Westen Spaniens. Neben dem Hauptort Villamiel gehört die Ortschaft Trevejo zur Gemeinde.

## Lage
Villamiel liegt etwa 100 Kilometer (Fahrtstrecke) nordnordwestlich der Provinzhauptstadt Cáceres in einer Höhe von ca. 745 m nahe der Grenze zu Portugal. Das Klima ist gemäßigt bis warm; Regen (804 mm/Jahr) fällt hauptsächlich im Winterhalbjahr.

## Bevölkerungsentwicklung
| Jahr      | 1970 | 1981 | 1991 | 2001 | 2011 | 2021 |
| Einwohner | 1274 | 1056 | 822  | 753  | 646  | 461  |

Der deutliche Bevölkerungsrückgang seit den 1950er Jahren ist im Wesentlichen auf die Mechanisierung der Landwirtschaft sowie die Aufgabe bäuerlicher Kleinbetriebe („Höfesterben“) und den damit einhergehenden Verlust von Arbeitsplätzen zurückzuführen.

## Sehenswürdigkeiten
- Petroglyphen

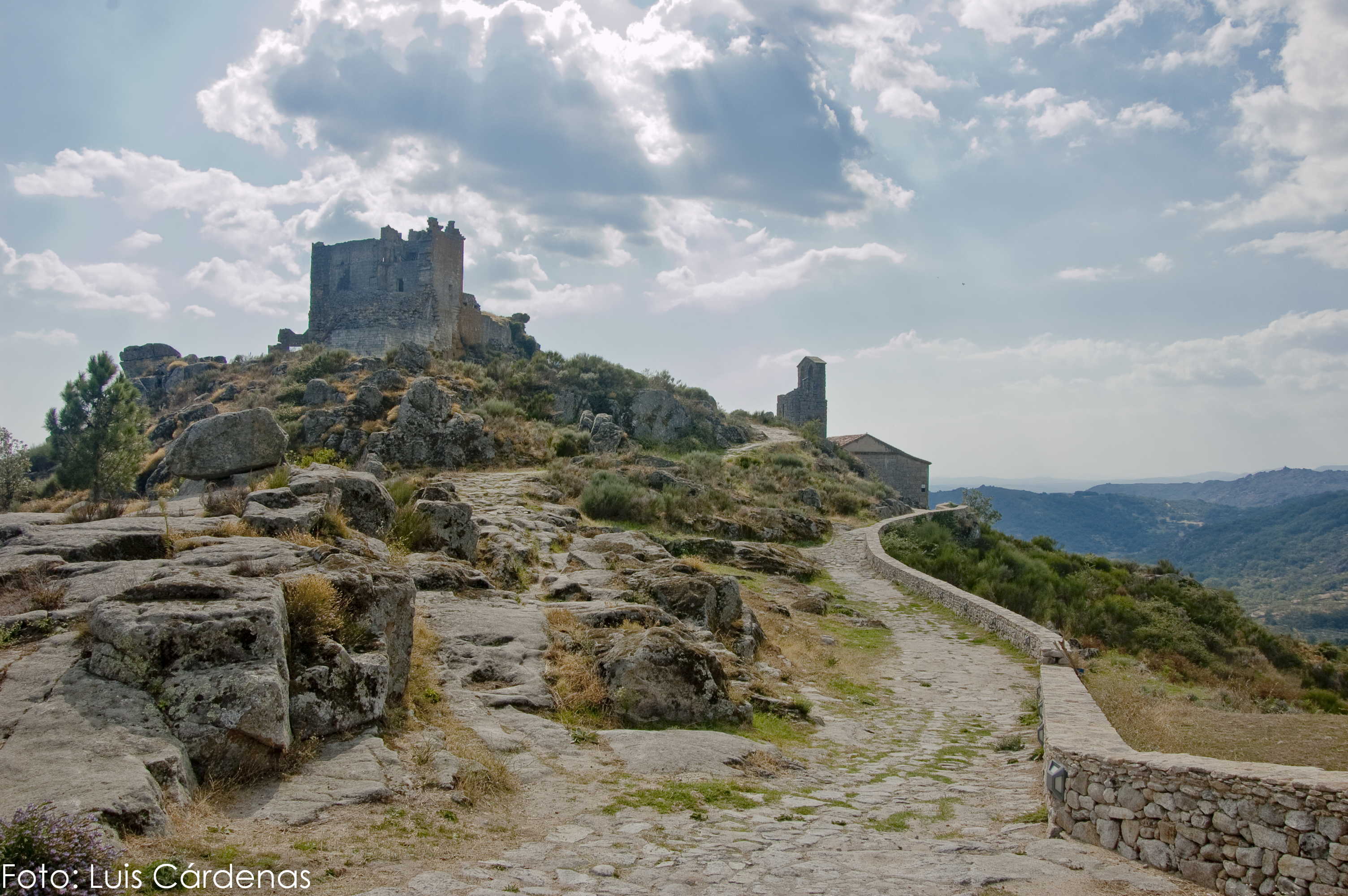
Burgruine von Trevejo
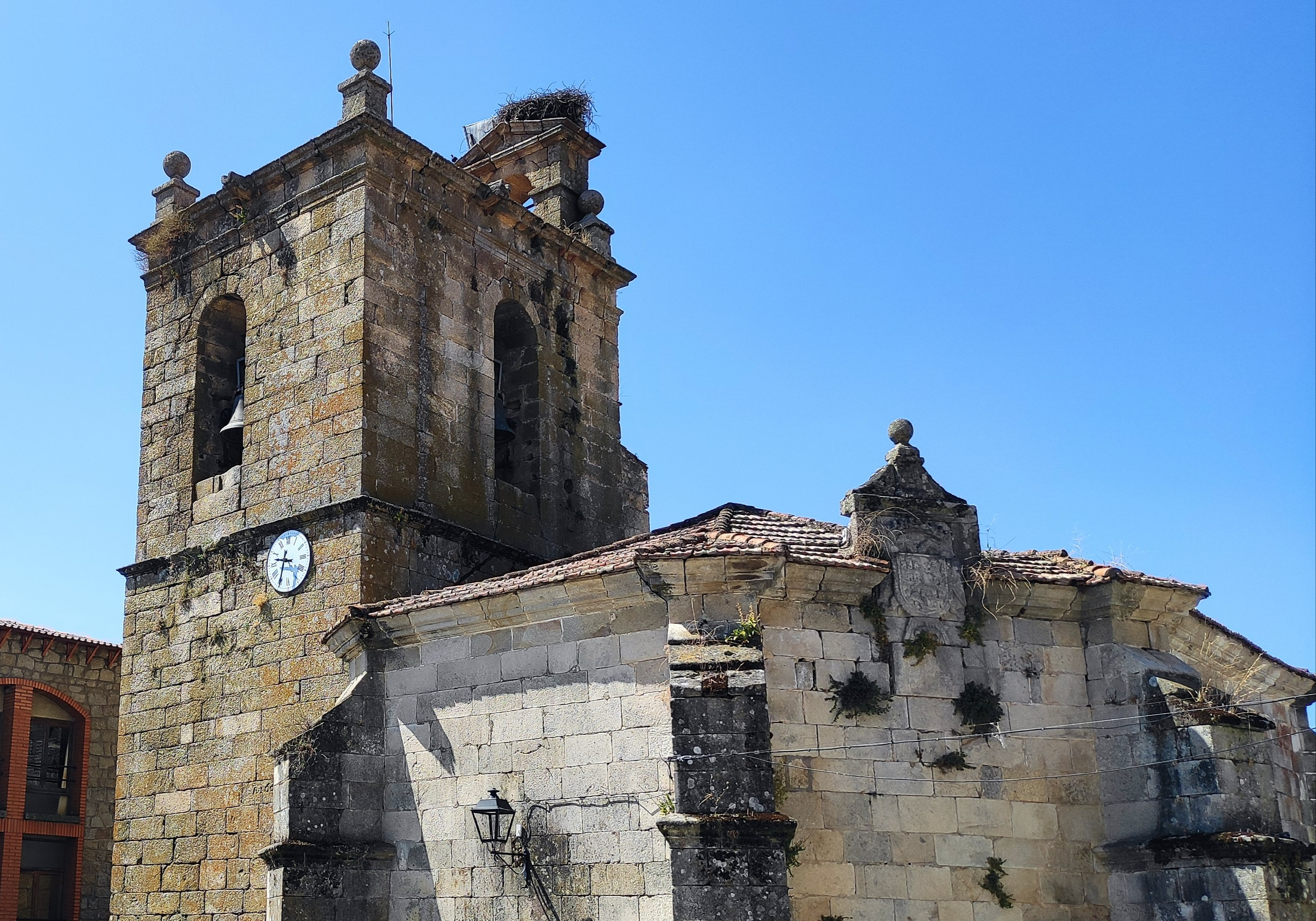
Magdalenenkirche

- Magdalenenkirche (Iglesia de Santa Magdalena)
- Marienkapelle

- Burgruine von Trevejo
- Magdalenenkirche